# Gidra
Die Gidra ist ein 38,6 km langer Fluss im Westen der Slowakei im Einzugsgebiet der Waag.
Der Fluss entspringt in den Kleinen Karpaten am Hang des 547 m n.m. hohen Bergs Baďurka, auf einer Höhe von ca. 470 m n.m., passiert mehrere Erholungsgebiete und verläuft zuerst gen Osten in die Ortschaft Píla unterhalb der Burg Červený Kameň. Danach wendet sich die Gidra nach Südosten und fließt nunmehr im Donauhügelland. Zwischen Častá und Budmerice tangiert sie die Naturreservate Lindava rechtsseitig und Alúvium Gidry linksseitig des Flusses und speist die Wasserspeicher Budmerice und Hájiček. In Budmerice mündet linksseitig der Štefanovský potok, im weiteren Verlauf passiert die Gidra den Rand der Ortschaften Jablonec, Cífer, Pác, Slovenská Nová Ves, Voderady und Pavlice; hinter dem letztgenannten Ort nimmt sie die ebenfalls linksseitige Ronava auf. Auf den letzten Kilometern tangiert sie Abrahám und mündet im Gemeindegebiet von Malá Mača in den Dolný Dudváh.